# Notopygus insignis
Notopygus insignis är en stekelart som beskrevs av Joseph Kriechbaumer 1891. Notopygus insignis ingår i släktet Notopygus och familjen brokparasitsteklar. Inga underarter finns listade i Catalogue of Life.